# Aslan Karatsev
Aslan Karatsev (Moscou, 4 de Setembro de 1993) é um tenista profissional russo.

## ITF finais

### Simples: 6 (4 títulos, 2 vices)
| Legenda               |
| --------------------- |
| ATP Challengers (1–1) |
| ITF Futures (3–1)     |

| Resultado | N. | Data          | Torneio                         | Piso     | Oponente            | Placar        |
| --------- | -- | ------------- | ------------------------------- | -------- | ------------------- | ------------- |
| Campeão   | 1. | 20 Maio 2013  | Kazan, Rússia                   | Saibro   | Artem Smirnov       | 6–4, 6–4      |
| Campeão   | 2. | 27 Maio 2013  | Moscou, Rússia                  | Saibro   | Victor Baluda       | 4–6, 6–2, 6–2 |
| Campeão   | 3. | 17 Junho 2013 | Sharm el-Sheikh, Egito          | Saibro   | Karim Hossam        | 6–4, 7–5      |
| Vice      | 1. | 12 Maio 2014  | Samarkand, Usbequistão          | Saibro   | Farrukh Dustov      | 6–7(4–7), 1–6 |
| Vice      | 2. | 14 Julho 2014 | Saint-Gervais-les-Bains, França | Saibro   | Martin Vaisse       | 6–4, 7–5      |
| Campeão   | 4. | 16 Março 2015 | Kazan, Rússia                   | Duro (i) | Konstantin Kravchuk | 6–4, 4–6, 6–3 |